# Єрусалимський собор (1672)
Єрусалимський собор, також Вифлеємський собор — помісний собор Єрусалимської православної церкви, скликаний єрусалимським патріархом Досифеєм II у травні 1672 року. Головною метою проведення була потреба відмежуватись від «Визнання віри» константинопольського патріарха Кирила Лукаріса, котре, вважалось написаним під впливом протестантського вчення Ж. Кальвіна. Результатом собору стало особисте виправдання Лукаріса, раніше засудженого за кальвінізм, та схвалення «Православного сповідання віри» (гр. «῾Ομολοϒία ὀρθοδόξου πίστεως»), попередньо написаного єрусалимським патріархом, також відомим як «Сповідання Досифея».

## Передумови
Головною причиною скликання собору стала богословська полеміка навколо «Сповідання віри» («Східне сповідання християнської віри») константинопольського патріарха Кирила Лукаріса 1629 року, в якому вбачали кальвіністські елементи. На соборах у Константинополі (1638) та Яссах (1643) деякі положення цього «Сповідання» були засуджені, однак простір для суперечливих інтерпретацій православного вчення, в тому числі і з приводу переєстествлення хліба і вина у Тіло і Кров Христові, залишались. Виникла потреба у більш повному і точному викладі Православної віри, де б чітко окреслювалась її відмінність як від протестантської так і латинської доктрин.

## Місце та учасники
У визначеннях собору, місцем проведення названо «святе місто Єрусалим», однак у вступі зазначено, що учасники зібрались у храмі Різдва Христового у Вифлеємі, котрий якраз був відновлений та освячений. В зв'язку із цим, у першому виданні його матеріалів — у 1676 році, собор названий Вифлеємським. Однак, вказівки на Єрусалим, як місце проведення собору, в його матеріалах, може свідчити про те, що він відбувався у Єрусалимі, а освячення вифлеємського храму, було одним із мотивів прибуття багатьох ієрархів, але безпосередньо не пов'язане із соборним засіданням.
Учасниками собору були: Єрусалимський патріарх Досифей, митрополити —  Дорофей Петрський, Парфеній Назаретський, Йосафат Птолемаїдський і Сидонський, Неофіт Вифлеємський, архієпископи — Антоній Ліддійській, Христофор Наілузській, архімандрит Святого Гробу та ігумени монастирів, що знаходились в Єрусалимі та інших містах Палестини; представники інших Церков — Трапезундської, Грузинської, Молдавської, Македонської та ін., а також духовні особи з різних міст Палестини, всього близько 60 осіб.

## Рішення
Увага учасників собору була присвячена суперечностям пов'язаним із діяльністю константинопольського патріарха Кирила Лукаріса, та виданого ним «Сповіданням віри» 1629 року. Загалом, рішення Єрусалимського собору, виводять самого Лукаріса з-під звинувачень у кальвінізмі, а кальвіністські елементи «Сповідання» пов'язують із діяльністю його помічників. Виділено шість частин соборного рішення, в першій із яких, стверджується, що Східна Церква не визнавала «Сповідання» за твір Лукаріса. У другій говориться про те, що, якщо Кирило і був автором цих глав, то видав їх цілковито таємно, без відома інших східних патріархів та всієї повноти Православної церкви. У третій визнається, що «Сповідання» 1629 року не може виражати віри Східної Церкви за самими формальними умовами, якими мають супроводжуватись подібного роду документи. У четвертій говориться про те, що або східні християни не можуть визнати «Сповідання» Лукаріса за своє, або визнавши його — вони перестають бути християнами. У п'ятому, наводяться рішення двох соборів — у Константинополі (1638) та Яссах (1642), які також засудили цей документ. У шостому — наводиться вчення Східної церкви з тих питань, котрі зазнали кальвіністського впливу у «Сповіданні» Кирила Лукаріса.

## Значення

"Сповідання Досифея", видання XVIII ст.

Особливе значення Єрусалимського собору 1672 року, пов'язане із схваленням власного «Сповідання віри», котра також отримало назву «Сповідання Досифея». В ньому у 18 пунктах викладено основні засади Православної віри, котрі дають її виразне розмежування як із протестантизмом так і з католицизмом. "Сповідання Досифея" отримало загально-православне визнання і статус офіційного віровчительного документу Східної Церкви.